# قطعی سرویس‌های گوگل در سال ۲۰۲۰

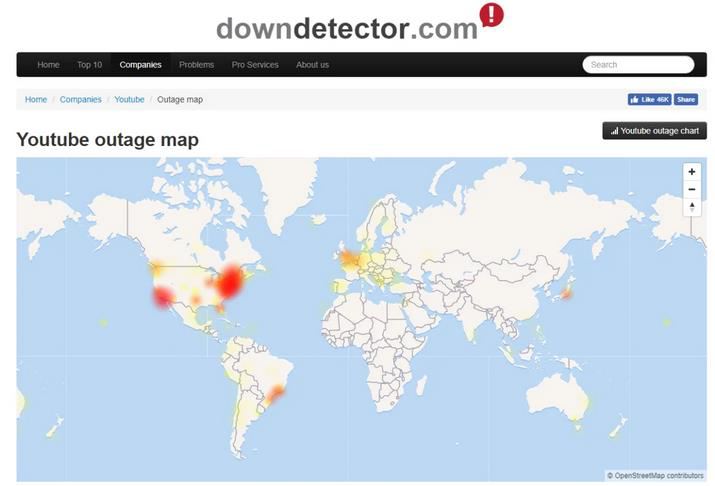
مناطق تحت قطعی سرویس‌های گوگل در سال ۲۰۲۰

در ۱۱ نوامبر قطعی در سرویس‌های یوتیوب، YouTube TV, Google TV و گوگل پلی گزارش شده‌است.
در ۱۴ دسامبر سال ۲۰۲۰ برخی از سرویس‌های گوگل از جمله جی‌میل، گوگل درایو، گوگل آنالیتیکس، گوگل ادوردز از دسترس خارج شده، کاربران گزارش داده‌اند که امکان دسترسی از طریق سرویس‌های مورد نظر را دارند و گزارش‌های اولیه از این قرار است که گویا این حمله از طریق حساب‌های کاربری صورت گرفته‌است. و در زمان کمی به تمام سرویس‌های گوگل گسترش یافت، این اتفاق در ساعت ۱۱:۴۵ UTC شروع شده و در ساعت ۱:۰۰ UTC خاتمه یافته‌است. باید تا انتشار کامل اخبار در این رابطه صبر کرد.